# Chloris de Pylos
Dans la mythologie grecque, Chloris (/ˈklɔːrɪs/ ; grec ancien(en grec ancien Χλωρίς  / Khlōris) était une princesse minyenne et l'épouse de Nélée.

## Étymologie
Chloris (/ˈklɔːrɪs/) en grec ancien Χλωρίς / Khlōris, vient de χλωρός / Khlōros signifiant « jaune verdâtre », « vert pâle », « pâle », « pâle » ou « frais »

## Famille
Chloris était la plus jeune fille du roi Amphion d'Orchomène, fils de Iasos, fils de Perséphone, fille de Minyas. Elle est souvent confondue avec une autre Chloris, l'une des Niobides, enfants d'un autre Amphion par Niobé.
Chloris aurait épousé Nélée et serait devenue reine à Pylos. Ils ont eu douze fils dont Nestor, Alastor et Chromios - nommés dans le livre 11 de l'Odyssée - ainsi qu'une fille, Péro. Chloris a également donné naissance à Périclyménos alors qu'elle était mariée à Nelée, certaines versions disant cependant que le père de Périclyménos était Poséidon (qui était lui-même également le père de Nélée). Poséidon a donné à Périclyménos la capacité de se transformer en n'importe quel animal. D'autres enfants incluent Taurus, Asterius, Pylaon, Deimachus, Eurybius, Phrasius, Eurymenes, Evagoras et Epilaus (ou Epileon). Certains disent que Chloris n'était mère que de trois des fils de Nélée (Nestor, Périclyménos et Chromios) et que les autres étaient les enfants de différentes femmes,, mais d'autres récits sont explicitement en désaccord avec cette affirmation.

## Mythes et postérité
Dans l'Odyssée, Ulysse rencontre Chloris lors de son voyage vers l'Hadès. 
Pausanias décrit une peinture de Polygnote représentant Chloris parmi d'autres femmes notables du monde souterrain, appuyée contre les genoux de son amie Thyia (en).